# 中国土地学会
中国土地学会是中华人民共和国土地科技工作者组成的群众性学术团体，是中国科学技术协会主管的社会团体，1980年11月成立。